# Янівка (Шосткинський район)
Я́нівка (до 1928 року — Янівка, у 1928—1957 — Червоне, 1957-2024 — Первомайське) — село в Україні, у Березівській територіальній громаді Шосткинського району Сумської області. Населення становить 635 осіб.

## Географія
Село Янівка розташоване за 23 км від м. Глухова. Відомо з середини XVII ст. Село знаходиться біля витоків річки Янівка. Вище за течією примикають село Янів Хутір та селище Есмань, нижче за течією примикає село Масензівка. Село розташоване у північно-східній частині України, у межах Українського Полісся.
Село простягується уздовж русла річки на 5 км. Поруч залізниця, станція Есмань, та автомобільний шлях М02 (E101).

## Історія
- На території села віднайдене городище та селище.
- З середини XVII ст. відоме як село Янівка.
- З 1802 до 1923 року село Янівка, Глухівського повіту, Чернігівської губернії. У 1885 році в селі було 99 дворів, мешкало 526 жителів.
- З 1917 — у складі УНР, з квітня 1918 — у складі Української Держави Гетьмана Павла Скоропадського.
- З 1921 — панує стабільний окупаційний режим комуністів, якому чинили опір місцеві мешканці.
- 1923 — село стало частиною Есманського району Новгород-Сіверської округи, Чернігівської губернії, маючи 294 двори, 1156 мешканців[1].
- 1928 — село незаконно перейменоване на Красне(Червоне).
- 1935 року село стало адміністративним центром Червоного (колишнього Есманського) району Чернігівської області.
- 1939 — район і село увійшли до складу Сумської області.
- 1957 — село перейменоване на Первомайське.
- 1962 — Червоний район ліквідовано, село увійшло до складу Глухівського району Сумської області.
- На території села виявлено городище.
- 12 червня 2020 року, відповідно до розпорядження Кабінету Міністрів України № 723-р «Про визначення адміністративних центрів та затвердження територій територіальних громад Сумської області», село увійшло до складу Березівської сільської громади[2].
- 19 липня 2020 року, в результаті адміністративно-територіальної реформи та ліквідації Глухівського району, село увійшло до складу новоутвореного Шосткинського району[3].
- 19 вересня 2024 року Верховна Рада підтримала перейменування села Первомайське на Янівка. 26 вересня 2024 року перейменування набуло чинності.[4]

#### Російське вторгнення в Україну (з 2022)
21 серпня 2024 року зафіксовано авіаудар двома КАБами по с. Янівка.
23 серпня 2024 року, за інформацією ОК "Північ", по селу ворог вдарив КАБом.
24 серпня 2024 року ворожа авіація здійснила три обстріли села, кинувши 7 КАБів, 5 із них протягом дня, ще два - пізно увечері.
26 серпня 2024 року російські загарбники продовжували обстрілювати прикордонні території Сумської області. Зокрема в селі зафіксовано 2 вибухи, ймовірно КАБ.
27 серпня 2024 року оперативне командування “Північ” інформує про обстріли села. Зафіксовано 2 вибухи, ймовірно КАБ.

## Соціальна сфера
- Комунальний заклад Березівської сільської ради "Первомайський навчально-виховний комплекс, загальноосвітня школа І-ІІ ступенів, дошкільний навчальний заклад «Бджілка» — http://www.pervomayske-nvk.sumy.sch.in.ua/
- Первомайський сільський будинок культури Березівського центру культури та дозвілля

## Релігійне життя
- Покровська церква (1803-1918) рр.,православна. З 1865 до 1872 року священником церкви був Фльоров Павло Миколайович, який водночас працював у Янівському земському училищі, викладав закон Божий.

## Відомі люди
- Карпека Данило Олександрович — український цукрозаводчик і землевласник, попечитель Чернігівської чоловічої гімназії.
- Нестеренко Віктор Михайлович — бригадир складальників трансформаторів виробничого об'єднання «Запоріжтрансформатор». Депутат Верховної Ради УРСР 8-10-го скликань.
- Уманець Федір Михайлович — український письменник, історик, голова Глухівської повітової земської управи (1887—1895) і Чернігівської губернської земської управи (1895—1908).
- Янівка розташована неподалік родинної садиби Нарбутів, тому прийнято рішення створити музей родини автора проєкту першого Державного Герба України, дизайну української гривні часів УНР та абетки.[13]